# Guarizama
Guarizama est une municipalité du Honduras, située dans le département d'Olancho. La municipalité comprend 5 villages et 46 hameaux. Elle est fondée en 1901.

## Crédit d'auteurs
- (en) Cet article est partiellement ou en totalité issu de l’article de Wikipédia en anglais intitulé « Guarizama » (voir la liste des auteurs).